# El Barrio de la Soledad
El Barrio de la Soledad es una población del estado mexicano de Oaxaca, situada en la región del Istmo de Tehuantepec, es cabecera del municipio del mismo nombre.

## Historia
No existen registros históricos referentes a la fundación de la población que hoy se denomina El Barrio de la Soledad, únicamente varias versiones transmitidas oralmente entre los habitantes, entre los que esta un presunto origen de los primeros pobladores en el vecino estado de Chiapas, sin embargo, se considera más probable que la migración se haya dado debido a la riqueza acuífera de la zona, regada por varios arroyos y con abundantes pastos que permiten la crianza de ganado; El Barrio de la Soledad se encuentra en una zona de contacto cultural entre el pueblo mixe de la sierra y los zapotecos del Istmo, reflejado en sus tradiciones y en los topónimos de la zona.

La primeros registros del pueblo se remontan a 1825 cuando recién consumada la independencia de México y constituido el estado de Oaxaca se le denomina únicamente como La Soledad y se le cuenta como pueblo del Partido de Tehuantepec, a partir de 1826 se le denomina La Soledad Barrio Petapa y luego en 1844 como Barrio de la Soledad Petapa, en 1870 pasa a formar parte del nuevo distrito de Santa María Petapa que sin embargo en suprimido a los dos años, retornado al de Juchitán, en 1891 fue constituido en cabecera municipal y perteneció desde entonces al Distrito de Juchitán; desde inicios del siglo XX cabecera y municipio fueron denominados únicamente como El Barrio, hasta que un decreto del Congreso de Oaxaca con fecha del 26 de mayo de 1980 le dio oficialmente su actual nombre, El Barrio de la Soledad, a la cabecera y al municipio.

## Localización y demografía
El Barrio de la Soledad es una población que se encuentra situada en el sureste del estado de Oaxaca en la zona del Istmo de Tehuantepec, sus coordenadas geográficas son 16°48′14″N 95°06′44″O / 16.80389, -95.11222 y tiene una altitud de 253 metros sobre el nivel del mar, se encuentra en un entorno plano y característico del istmo, se encuentra a unos 80 kilómetros al noreste de la ciudad de Santo Domingo Tehuantepec y a unos 50 de la de Juchitán de Zaragoza con las que se comunica a través de la Carretera Federal 185 o Carretera Transístmica y con la se une mediante una carretera secundaria de diez kilómetros que también comunica a las muy cercanas poblaciones de Santa María Petapa y Santo Domingo Petapa; además por la carretera Transístima también se una con la ciudad de Matías Romero, localizada 20 kilómetros al norte.
De acuerdo con los resultados del Censo de Población y Vivienda realizado en 2010 por el Instituto Nacional de Estadística y Geografía, El Barrio de la Soledad tiene una población total de 2 422 habitantes de los cuales 1 168 son hombres y 1 254 son mujeres; esto la convierte en la segunda localidad de su municipio por población, siendo superada por la población de Colonia Progreso.